# Словари лингвистических терминов
Словари лингвистических терминов
См.: Лингвистика.

## Словари

### Одноязычные словари (с толкованиями на русском языке)
- Виноградов В. А., Васильева Н. В., Шахнарович А. М. Краткий словарь лингвистических терминов. — М.: Русский язык, 1995. — 176 с.
- Дурново Н. Н. Грамматический словарь (грамматические и лингвистические термины). — М. - Пг.: Изд. Л. Д. Френкель, 1924. — 154 с.
- Жирков Л. И. Лингвистический словарь. — Изд. 2-е, доп. — М.: Моск. Ин-т востоковедения, 1946. — 155 с.
- Нечаев Г. А. Краткий лингвистический словарь / Отв. ред. М. К. Милых. — Ростов-на-Дону: Изд-во Ростов. ун-та, 1976. — 184 с.
- Никитина С. Е. Тезаурус по теоретической и прикладной лингвистике. — М.: Наука, 1978. — 376 с.
- Розенталь Д. Э., Теленкова М. А. Словарь-справочник лингвистических терминов. — Изд. 2-е. — М.: Просвещение, 1976. — 544 с. — 200 000 экз. (в пер.)
  - Розенталь Д. Э., Теленкова М. А. Словарь-справочник лингвистических терминов: Пособие для учителя. — Изд. 3-е, испр. и доп. — М.: Просвещение, 1985. — 400 с. — 100 000 экз. (в пер.)
  - Розенталь Д. Э., Теленкова М. А. Справочник по русскому языку. Словарь лингвистических терминов. — Минск: Оникс, Мир и Образование, Харвест, 2008. — 624 с. — 3000 экз. — ISBN 978-5-488-01620-0, ISBN 978-5-94666-459-2, ISBN 978-985-16-5620-8. (в пер.)
- Лингвистический энциклопедический словарь / Гл. ред. В. Н. Ярцева.. — М.: Советская энциклопедия, 1990. — 686 с. — ISBN 5-85270-031-2. (в пер.) (также содержит статью «Словари лингвистических терминов»).
- Брусенская Л. А., Гаврилова Г. Ф., Малычева Н. В. Учебный словарь лингвистических терминов. — Ростов-на-Дону: Феникс, 2005. — 256 с.
- Жеребило Т. В. Словарь лингвистических терминов. — Изд. 5-е, испр. и доп. — Назрань: ООО «Пилигрим», 2010. — 486 с.

### Многоязычные словари (с толкованием на русском языке)
- Ахманова О. С. Словарь лингвистических терминов. — Изд. 2-е. — М.: Советская энциклопедия, 1969. — 608 с. (в пер.)
- Лесников С.В. Метаязык лингвистики. Том 1. Проблемы систематизации терминосистемы (гизаурус, классификация, синопсис) / Под науч. ред. Н.Л. Сухачева. — СПб.: Нестор-История, 2021. — 512 с. 210 инфограмм. 29 таблиц. — ISBN 978-5-4469-2007-5.
- Лесников С.В. Метаязык лингвистики. Том 2. Лексикон терминосистемы / Отв. ред. член-корр. РАН С.А. Мызников, науч. ред. Н.Л. Сухачев. — СПб.: Нестор-История, 2021. — 1024 с. — ISBN 978-5-4469-2008-2
- Марузо Ж. Словарь лингвистических терминов / Пер. с франц. Н. Д. Андреева; Под ред. А. А. Реформатского; Предисл. В. А. Звегинцева. — М.: Издательство иностранной литературы, 1960. — 436 с. (в пер.)
- Назарян А. Г. Французско-русский учебный словарь лингвистической терминологии. — М.: Высшая школа, 1989. — 448 с. — 20 000 экз. — ISBN 5-06-000245-4. (в пер.)
- Хэмп Э. Словарь американской лингвистической терминологии. — М.: Прогресс, 1964. — 264 с. (в пер.)

### Многоязычные словари (без толкований)
- Баранов А. Н., Добровольский Д. О. Немецко-русский и русско-немецкий словарь лингвистических терминов с английским эквивалентом = Linguistisches Worterbuch deutsch-russisch und russisch-deutsch mit englischen Aquivalenten. — М.: АСТ-Пресс Книга, Аст-Пресс Март, 2006. — 496 с. — 3000 экз. — ISBN 5-94776-320-6, ISBN 5-91052-027-X.
- Баранов А. Н., Добровольский Д. О. Англо-русский словарь по лингвистике и семиотике = English-Russian Dictionary of Linguistics and Semiotics. — Изд. 2-е. — М.: Азбуковник, 2001. — 626 с. — 2000 экз. — ISBN 5-937860-23-3.
- Хворостин Д. В. Англо-русский словарь лингвистических терминов. — Челябинск: Записки лингвиста, 2007. — 113 с.